# Чемпионат Бурунди по шоссейному велоспорту
Чемпионат Бурунди по шоссейному велоспорту — национальный чемпионат Бурунди по шоссейному велоспорту, проводимый Федерацией велоспорта Бурунди. За победу в дисциплинах присуждается майка в цветах национального флага (на илл.).

## Призёры

### Мужчины. Групповая гонка.
| Год  | Победитель  | Второй | Третий |
| ---- | ----------- | ------ | ------ |
| 1984 | Пьер Букуру |        |        |
| 2019 | Обеди Чиза  |        |        |